# Betterave potagère
Beta vulgaris
Espèce
Classification phylogénétique
La betterave potagère (Beta vulgaris) est une plante potagère originaire du Proche-Orient dont on cultive diverses variétés pour leur racine pivotante tubérisée et comestible, rattachées plus particulièrement à la sous-espèce Beta vulgaris subsp. vulgaris.
Même s'il existe des variétés de différentes couleurs, elle est également appelée betterave rouge et parfois désignée par d'autres expressions régionales.

## Description

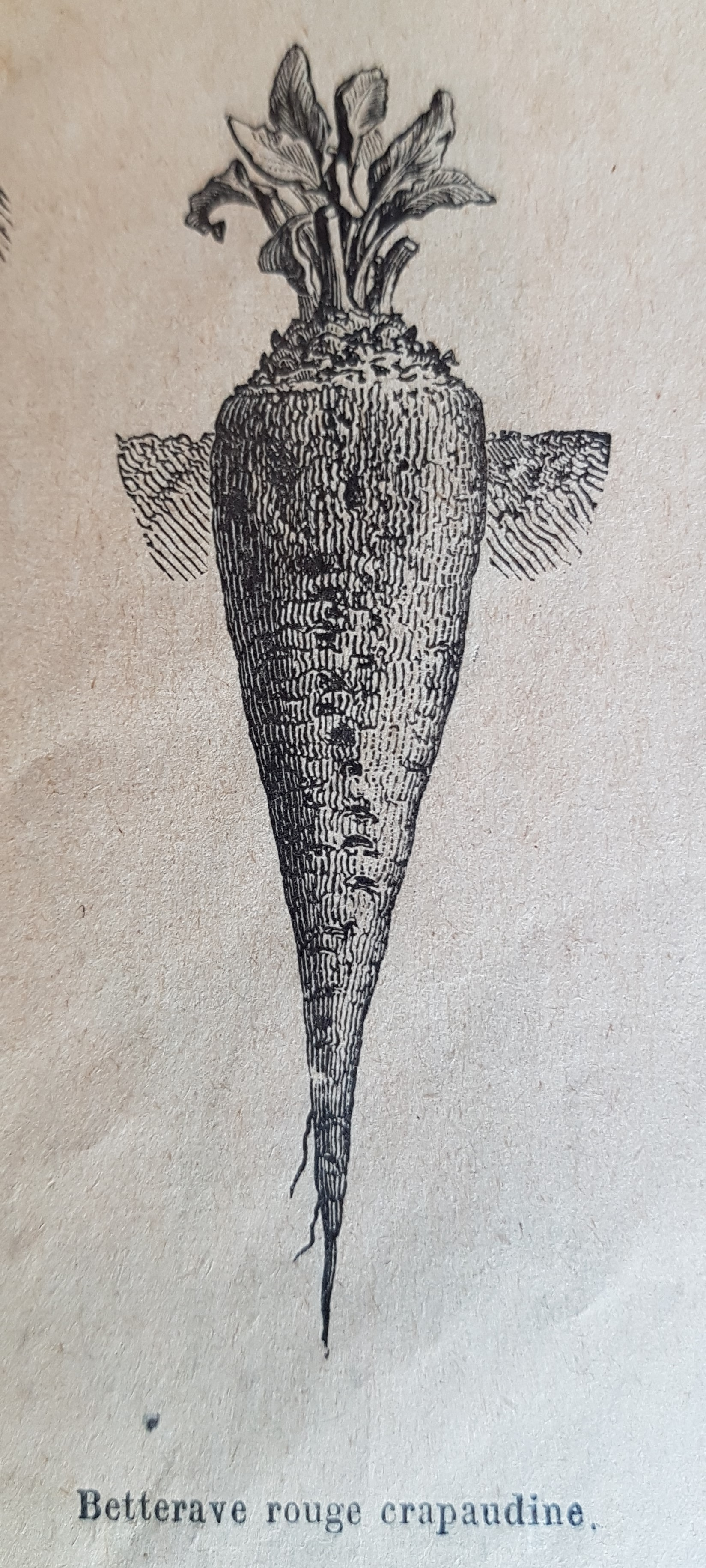
Illustration (catalogue Vilmorin-Andrieux du printemps 1900).

La betterave potagère est une plante herbacée bisannuelle.
La première année la racine pivotante et la rosette de feuilles se développent. La betterave charnue est pour l'essentiel produite par un épaississement de l'hypocotyle, c'est-à-dire la partie de la tige située sous les cotylédons. Il en résulte que la croissance de la betterave se fait principalement au-dessus du niveau du sol.
Les feuilles forment une rosette insérée directement sur le renflement de la tige. De forme oblongue-ovale, aux bords du limbe ondulés, elles mesurent de 15 à 30 cm de long et sont longuement pétiolées.
La deuxième année, se développe la tige pouvant atteindre 1,5 m de haut et portant l'inflorescence. Les fleurs, hermaphrodites, à symétrie pentamère, de couleur verte ou vert-rougeâtre, sont isolées ou groupées par paires ou en verticilles.
Les semences sont en fait des glomérules qui contiennent une à quatre graines. Il est donc nécessaire de supprimer des plants après la levée (démariage). En général, il faut 55 à 65 jours de la germination à la récolte des racines.

## Variétés et dénominations
Les variétés de betteraves potagères peuvent avoir différentes formes, généralement rondes, globuleuses, plus ou moins plates et enterrées, à l'exception de la variété Crapaudine qui est longue. Il existe aussi des variétés à racines blanches, jaunes et roses.
Les betteraves potagères ont une peau mince et une chair juteuse à la saveur aromatique.
Plus de 130 variétés sont inscrites au catalogue européen. Parmi celles-ci, les variétés inscrites au catalogue français sont :
- Variétés anciennes non hybrides : Crapaudine, Noire ronde hâtive améliorée de Détroit 2, de Detroit 3, Noire plate d'Égypte, Nobol et Covent Garden.
- Variétés hybrides : Boston, Camaro, Cardeal, Grenade, Monorhizov1, Red Hawk, Red River, Red Titan, Redval, Rhonda, Starval.
- Grenade et Monorhizov1 sont tolérantes à la rhizomanie.

Malgré l'existence de betteraves de couleurs différentes, la betterave potagère est parfois appelée « betterave rouge » de façon générique,. Dans le langage populaire de certains régions, elle est également surnommée « carotte rouge » en Suisse romande ou dans le Centre-Est de la France (dans les départements rhône-alpins, en Haute-Loire et en Saône-et-Loire), « bologne » dans le Jura,, voire « racine rouge » en Suisse.

## Culture
Au jardin, la culture des betteraves potagères est assez facile. Elle préfère un sol frais, profond et bien amendé.
Les semis peuvent être faits de mars à juin en place ou en pépinières. Dans ce dernier cas, les plants sont repiqués à 5 feuilles avec un écartement de 25 cm sur la ligne et 30 cm entre les lignes. Les plants seront ensuite arrosés régulièrement pour éviter leur montée à graines. Il est conseillé de les pailler.

### Maladies et parasites
La ramulariose et la cercosporiose provoquent des taches foliaires, la rouille forme des pustules et l'oïdium un mycélium blanc.
Des dégâts notables peuvent être provoqués par des pucerons noirs, ou de chenilles de noctuelles défoliatrices ou terricoles qui sectionnent les collets. Elles craignent également les taupins.
Dans les zones infestées par la rhizomanie il est possible de choisir une variété tolérante.
La récolte peut être réalisée de juillet à la fin octobre et même pendant l'hiver. Les racines peuvent être conservées au frais pendant tout l'hiver recouvertes de sable ou de sciure dans des seaux ou des caisses.

## Utilisation

### Utilisation alimentaire

#### Historique
Dès la préhistoire, les feuilles de betteraves étaient consommées par les humains. Au Moyen Âge, la betterave a été utilisée comme traitement de plusieurs pathologies, en particulier des maladies liées à la digestion et au sang. Bartolomeo Sacchi, dit « Platine », humaniste, écrivain et gastronome italien de la Renaissance, recommandait de prendre de la betterave avec de l'ail pour annuler les effets de la mauvaise haleine causée par l'ail. La betterave potagère proprement dite a été sélectionnée en Allemagne, et a été introduite en Italie au XVIe siècle avant de se répandre dans les pays voisins.

#### Cuisine
Les racines généralement rouges de la betterave sont consommées grillées, bouillies ou rôties comme légume cuit, en salade cuites et froides assaisonnées d'huile et de vinaigre, ou crues, râpées, seules ou combinées avec n'importe quelle salade de légumes. Une grande partie de la production commerciale est transformée en betteraves cuites et stérilisées ou conservées dans le vinaigre (pickles).
En Europe de l'Est, la soupe de betterave, comme le bortsch, est un plat populaire. Dans la cuisine indienne, la betterave hachée, cuite et épicée est un accompagnement courant. Des betteraves de couleur jaune sont cultivées sur une très petite échelle pour la consommation domestique.
Le vert, partie feuillue de la betterave est également comestible. On le sert le plus souvent bouilli ou cuit à la vapeur, dans ce cas il a souvent la saveur et la texture de l'épinard.
La betterave peut être pelée, cuite à la vapeur, puis consommée chaude avec du beurre comme un mets délicat, ou bien cuite, marinée, puis mangée froide comme un condiment, ou encore pelée, râpée crue, puis mangée en salade. Les betteraves marinées sont un aliment traditionnel en Amérique du Sud. Il est également fréquent en Australie, en Nouvelle-Zélande et aux Émirats arabes unis de servir des betteraves marinées sur un hamburger.
Un plat traditionnel de la cuisine Pennsylvania Dutch est le pickled beet egg (œufs au vinaigre de betterave). Des œufs durs sont mis au réfrigérateur dans le liquide qui reste de betteraves conservées au vinaigre et laissés mariner jusqu'à ce qu'ils prennent une couleur rouge-rose foncé.
En Pologne, la betterave est cuisinée avec du raifort pour préparer un mets populaire, le Cwikla z chrzanem, qui accompagne souvent un repas composé de viande, de pommes de terre et d'une salade.
Lorsque le jus de betterave est utilisé, il est plus stable dans les aliments à faible activité hydrique, comme les spécialités surgelées.
La betterave peut également être utilisée pour faire du « vin ».
Depuis avril 2017, la betterave rouge cuite préparée sous vide peut bénéficier d'un Label rouge.

#### Valeur nutritionnelle
La betterave est une excellente source de folate et une bonne source de manganèse, et elle contient de la bétaïne qui peut contribuer à réduire la concentration d'homocystéine, homologue d'un acide aminé naturel, la cystéine.
La bétanine, un composé de couleur rouge, n'est pas décomposée dans le processus de digestion, et peut, à concentration élevée, donner temporairement une couleur rougeâtre à l'urine et aux selles. Cet effet peut inquiéter en raison de la similitude visuelle avec l'hématurie (sang dans les urines) ou la présence de sang dans les selles, mais il est totalement inoffensif et disparaît dès que cesse la consommation de betteraves.

### Propriétés médicinales
La betterave fait baisser la pression sanguine, améliore l’oxygénation des cellules et lutterait contre la démence.

### Autres utilisations
La bétanine, obtenue à partir des racines, est utilisée industriellement comme colorant alimentaire rouge, pour améliorer la couleur et la saveur de concentré de tomates, de sauces, de desserts, de confitures et gelées, de crèmes glacées, de bonbons, de céréales de petit-déjeuner, etc.. La teinture de betterave peut également être utilisée comme encre.
Le jus de betterave a été utilisé pour produire des sels de voirie plus efficaces.

## Toxicité
En France, à la suite de plusieurs cas de toxi-infection alimentaire collective (TIAC) consécutifs à la consommation de betteraves potagères crues râpées survenus en 2014, la DGCCRF recommande aux consommateurs et spécialement aux établissements de restauration collective, d’éviter, par prudence, la consommation de betteraves crues. Des cas similaires ont été signalés dans d'autres pays d'Europe, notamment en Finlande en 2010.
L'avis de l'Agence nationale de sécurité sanitaire de l'alimentation, de l'environnement et du travail (ANSES) a été sollicité et cette dernière a indiqué dans une note publiée le 27 novembre 2014 qu'aucune explication scientifique de ces cas d'intoxication n'avait pu être établie à ce jour.

## Galerie

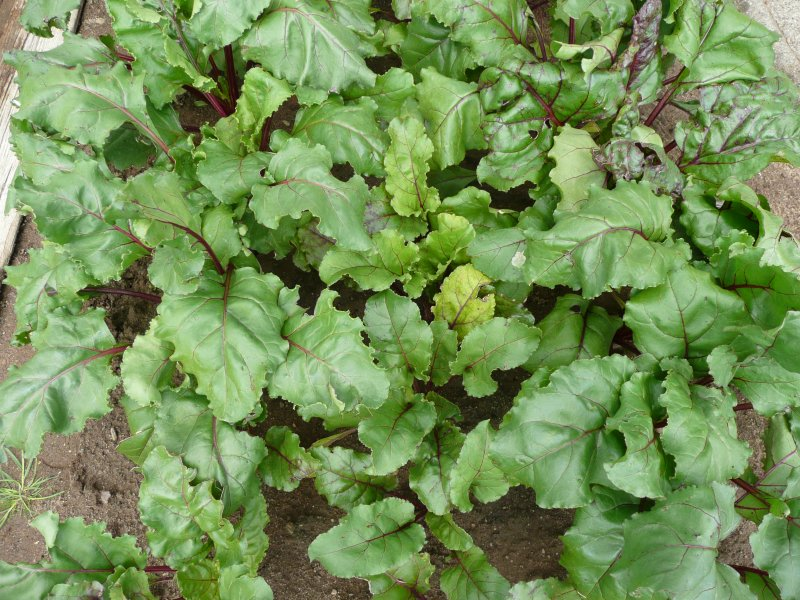
Jeunes plants.
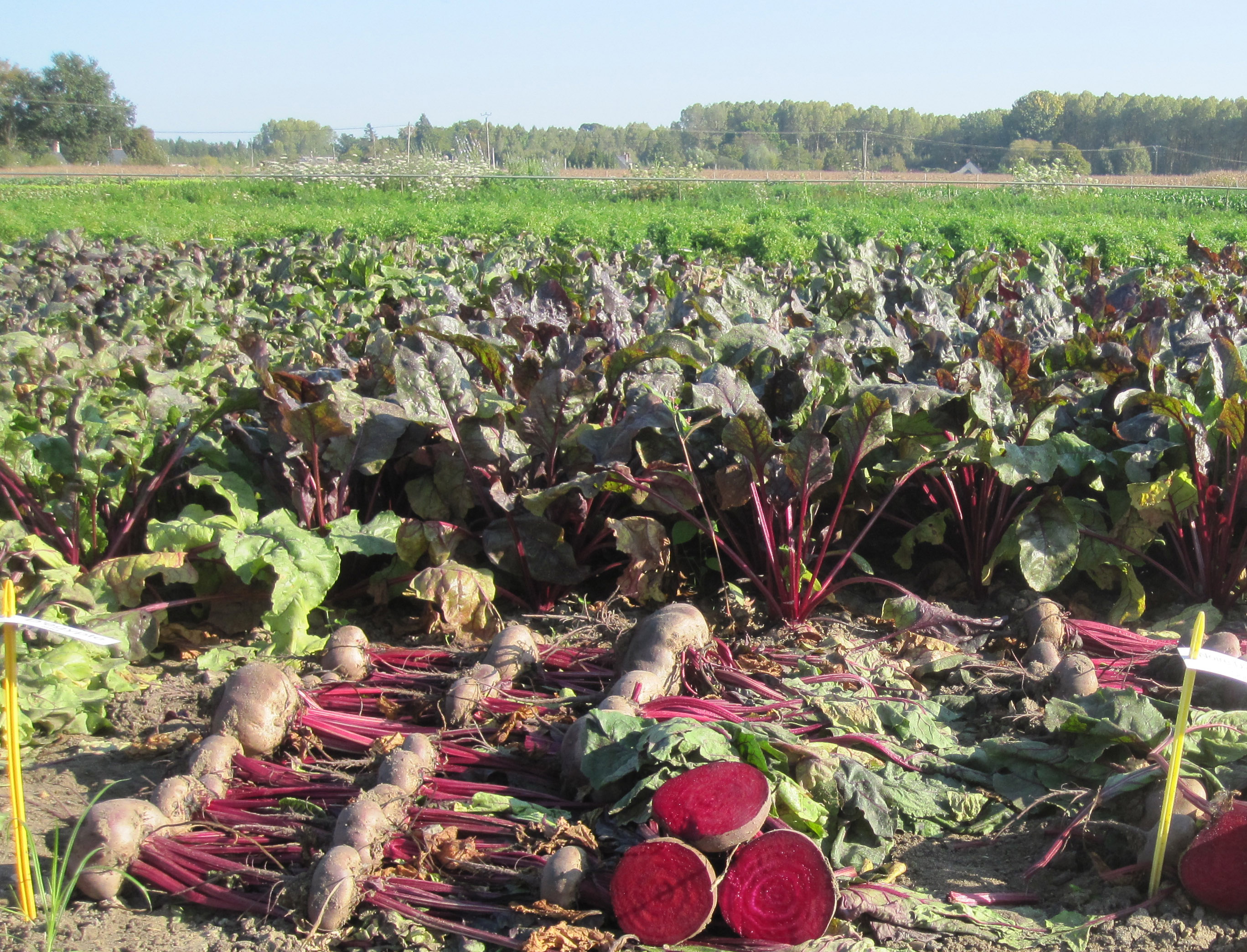
Betteraves en place et arrachées.
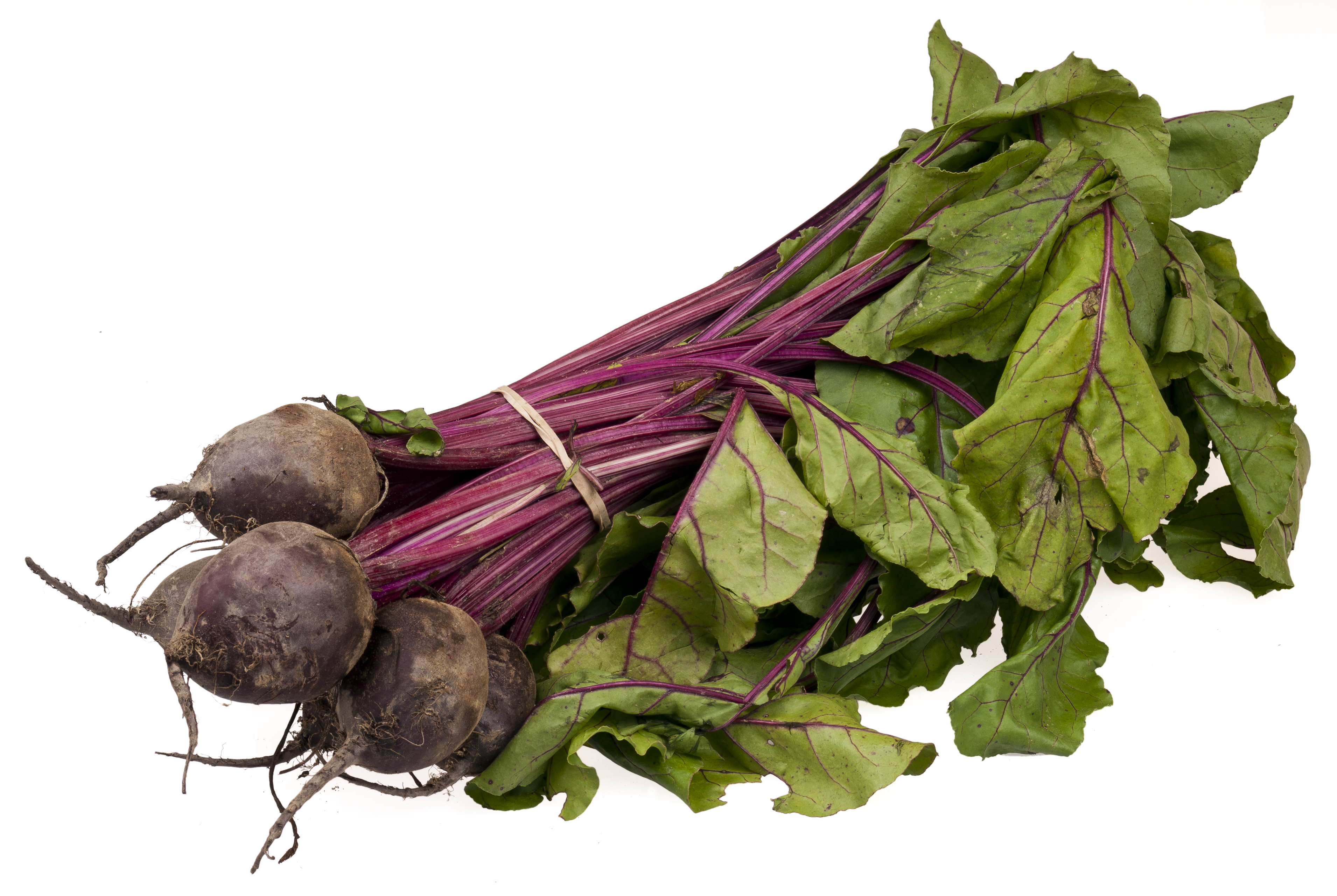
Betteraves en botte.
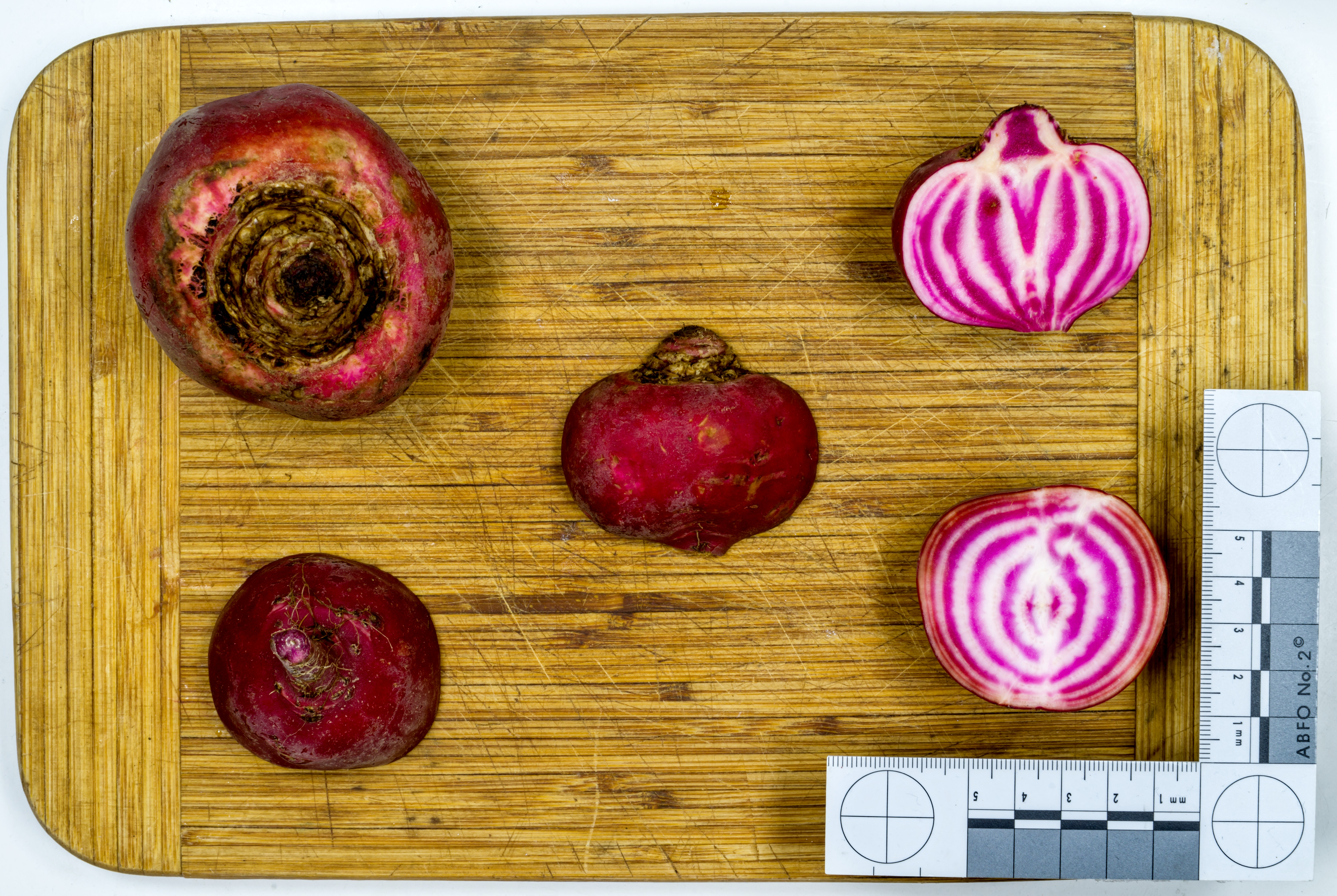
Variété rouge et blanc.
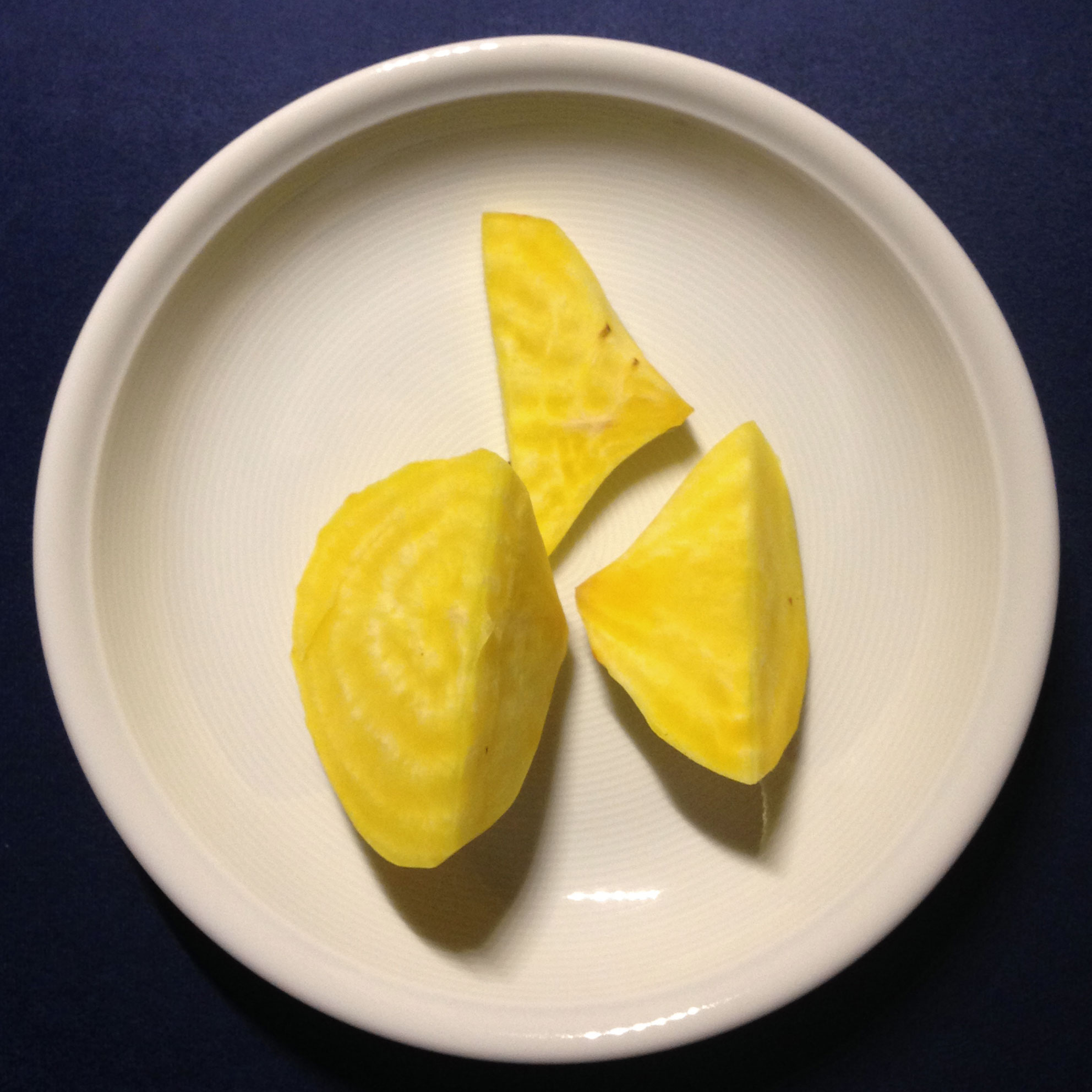
Betterave jaune.
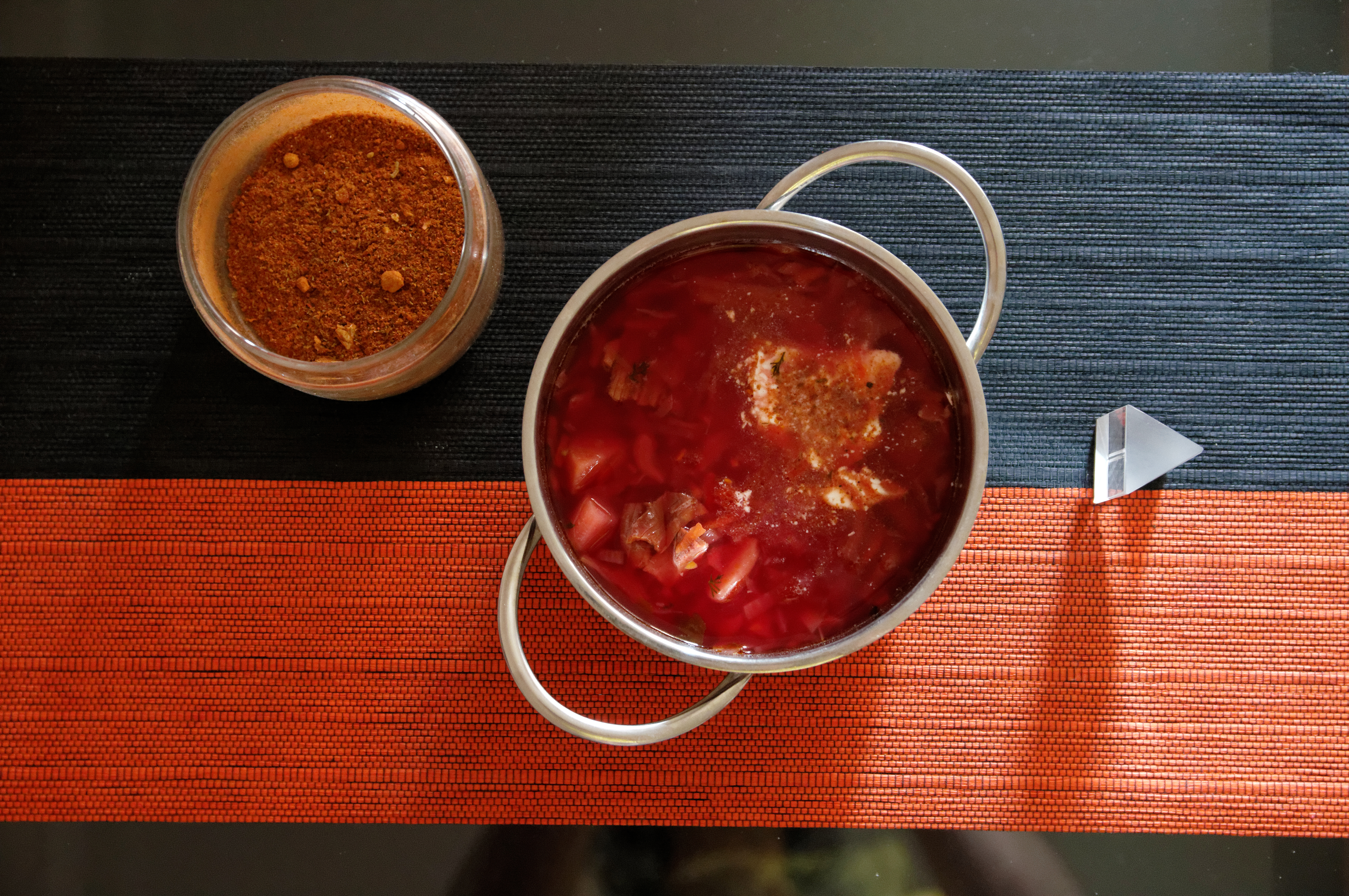
Bortsch.
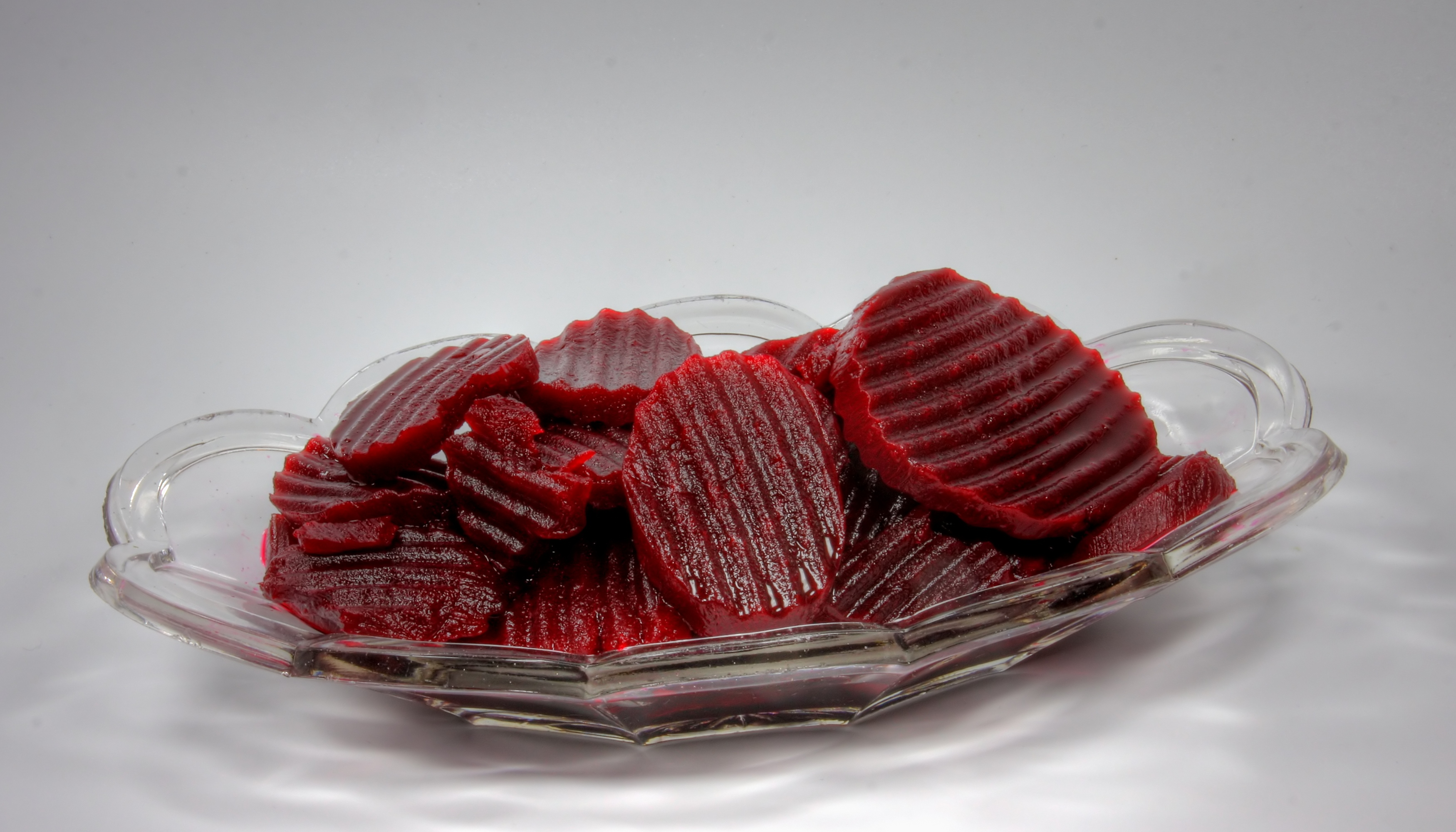
Betterave en tranches conservées au vinaigre.